# Длга-над-Вагом
Длга-над-Вагом (словац. Dlhá nad Váhom) — село, громада округу Шаля, Нітранський край. Кадастрова площа громади — 9.07 км².
Населення 901 особа (станом на 31 грудня 2019 року).

## Історія
Длга-над-Вагом згадується 1113 року.

## Географія
Протікає канал Заярч'є.

## Населення
| Рік:            | 1994. | 2004.   | 2014.   | 2024.   |
| --------------- | ----- | ------- | ------- | ------- |
| Кількість осіб: | 878   | 906     | 864     | 925     |
| Різниця:        |       | +3,18 % | -4,63 % | +7,06 % |

| Рік:            | 2023. | 2024.   |
| --------------- | ----- | ------- |
| Кількість осіб: | 928   | 925     |
| Різниця:        |       | -0,32 % |